# 特耶角
特耶角（英語：Teie Point），是南極洲的海岬，位於南喬治亞群島，處於默瑟灣和哈蓬灣之間的昆伯蘭西灣，由奧托·努登舍爾德率領的瑞典探險隊繪入地圖，由英國海外領土管轄。